# HiNA2 Spring has come!!
「HiNA2 Spring has come!!」（ヒナツー・スプリング・ハズ・カム）は、桂ヒナギクの2枚目のオリジナルアルバム。2011年12月21日にジェネオン・ユニバーサルから発売された。

## 解説
畑健二郎の漫画作品『ハヤテのごとく!』及びそれを原作とするアニメに登場する桂ヒナギク（声 - 伊藤静）の2ndアルバムである。2009年に発売された1stアルバム『HiNA』以来のキャラクターソングアルバムである。
初回限定盤には新曲「クリスマスの少年」収録の特典CD付。

## 収録曲
1. Spring has come!! [4:13]
作詞：六ツ見純代、作曲・編曲：前口渉
今作のタイトルにも使用された楽曲。初の『春』をテーマにしている。
2. 本日、満開ワタシ色! HiNA-GIG ver. [3:48]
作詞：くまのきよみ、作曲：磯部篤子、編曲：増田武史
『ハヤテのごとく!!』第1~17話エンディング・テーマのヒナギクのみの声を収録したソロミックス。
3. Teenage Diary [4:23]
作詞：春和文、作曲：すみだしんや、編曲：増田武史
4. sotto voce [3:48]
作詞：くまのきよみ、作曲：佐伯高志、編曲：星野孝文
5. 決心 [3:26]
作詞：くまのきよみ、作曲・編曲：佐々木裕
6. メリーゴーランドメロウ [4:40]
作詞：くまのきよみ、作曲：河田貴央、編曲：渡辺拓也
7. キミに「好き」と言えたら [4:23]
作詞：六ツ見純代、作曲・編曲：佐伯高志
8. Fly High↑↑ [4:15]
作詞：MIZUE、作曲：白戸佑輔、編曲：大久保薫
9. TOMORROWスケッチ [5:00]
作詞：六ツ見純代、作曲：前口渉、編曲：増田武史
10. Tiny Star [4:50]
作詞：六ツ見純代、作曲：川崎里実、編曲：前嶋康明
11. 本日、満開ワタシ色! [3:43]
作詞：くまのきよみ、作曲：磯部篤子、編曲：増田武史
桂ヒナギク with 白皇学院生徒会三人娘 starring 伊藤静 with 矢作紗友里&中尾衣里&浅野真澄名義でリリースされた楽曲。テレビアニメ『ハヤテのごとく!!』エンディング・テーマ